# Greys Robles
Greys Robles (Ciudad Juárez, 26 de julho de 1986) é uma cantora e compositora mexicana. Tornou-se conhecida em seu país após participar do reality show Cantando por un sueño, programa o qual a impulsionou a produzir canções para telenovelas, como Un gancho al corazón e Mi pecado.

## Discografia
- Greys (2007)
- Greys Yo Soy (2008)
- Punto y aparte (2011)
- De tu Mano (2015)